# NGC 969
NGC 969 ist eine Linsenförmige Galaxie vom Hubble-Typ SB0 im Sternbild Triangulum am Nordsternhimmel. Sie ist schätzungsweise 206 Millionen Lichtjahre von der Milchstraße entfernt und hat einen Durchmesser von etwa 125.000 Lichtjahren. Vom Sonnensystem aus entfernt sich die Galaxie mit einer errechneten Radialgeschwindigkeit von näherungsweise 4.500 Kilometern pro Sekunde. Nach Datenlage bildet sie gemeinsam mit NGC 974 ein gravitativ gebundenes Galaxienpaar.
Die Typ-Ia-Supernova SN 1997dp wurde hier beobachtet.
Die Galaxie gilt als Teil der 20 Mitglieder zählenden Lyons Groups of Galaxies LGG 66 um  NGC 973.
Das Objekt wurde am 22. November 1827 von John Herschel entdeckt.

## Galaktisches Umfeld
| Nr. | Galaxie          | Alternativname          | Rek           | Dek           | Distanz/asec |
| --- | ---------------- | ----------------------- | ------------- | ------------- | ------------ |
| →   | NGC 969          | LEDA/PGC 9781           | 02h34m08.200s | +32d56m49.00s | 0            |
| 1   | LEDA/PGC 9787    | 2MASX J02341170+3258380 | 02h34m11.70s  | +32d58m38.2s  | 106.79       |
| 2   | NGC 970          | LEDA/PGC 9786           | 02h34m11.30s  | +32d58m34.0s  | 118.10       |
| 3   | NGC 974          | LEDA/PGC 9802           | 02h34m25.802s | +32d57m16.18s | 226.48       |
| 4   | LEDA/PGC 2016295 | 2MASX J02343536+3253339 | 02h34m35.36s  | +32d53m34.0s  | 397.50       |
| 5   | LEDA/PGC 9754    | CGCG 505-008            | 02h33m39.013s | +33d00m56.65s | 440.61       |
| 6   | NGC 978          | LEDA/PGC 9821           | 02h34m47.60s  | +32d50m37.0s  | 611.80       |
| 7   | LEDA/PGC 9823    | MCG +05-07-017          | 02h34m48.10s  | +32d50m29.0s  | 633.60       |
| 8   | LEDA/PGC 2012619 | 2MASX J02344094+3247432 | 02h34m40.96s  | +32d47m43.2s  | 688.65       |
| 9   | LEDA/PGC 2023426 | 2MASX J02332722+3306171 | 02h33m27.214s | +33d06m17.27s | 763.77       |
| 10  | LEDA/PGC 9724    | UGC 2022                | 02h33m17.124s | +32d44m48.23s | 965.17       |